# Bozener Straße 2 (Mönchengladbach)

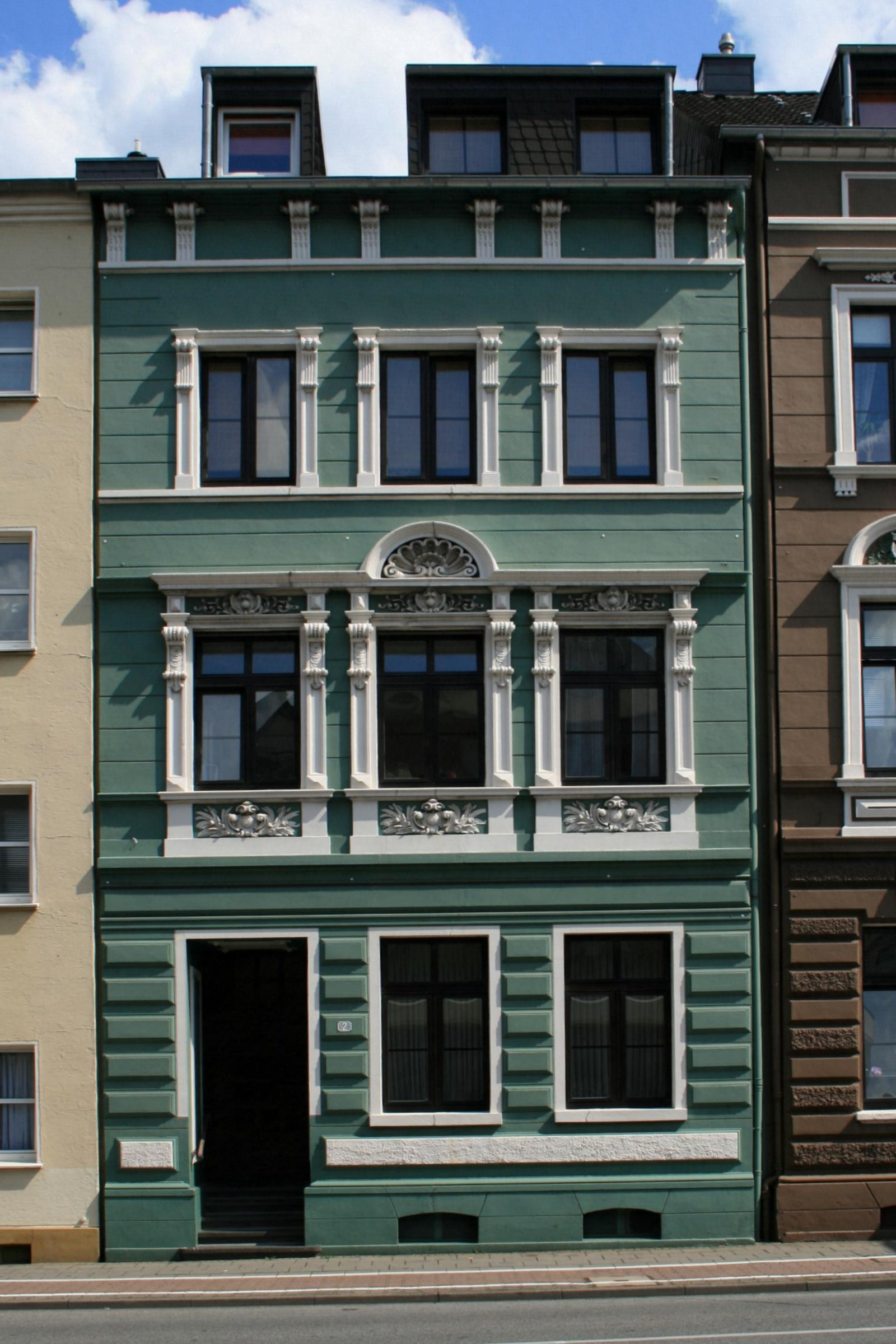
Wohnhaus (2010)

Das Wohnhaus Bozener Straße 2 steht im Stadtteil Eicken in Mönchengladbach (Nordrhein-Westfalen).
Das Gebäude ist unter Nr. B 064 am 13. September 1988 in die Denkmalliste der Stadt Mönchengladbach eingetragen worden.

## Architektur
Die Bozener Straße liegt im Stadterweiterungsgebiet in Richtung Eicken. Sie ist in ihrem Bestand historischer Häuser durch Kriegszerstörung stark dezimiert.
Das dreigeschossige unterkellerte Wohnhaus besitzt zwei Fensterachsen. Das flach geneigte Satteldach ist in der Fassadenansicht durch ein breites Gesims verdeckt. Die Stuckfassade wurde in freien Formen der Neorenaissance dekoriert; das Erdgeschoss durch Quaderputz kräftig in der Horizontalen gegliedert und die beiden Obergeschosse durch waagerechte Putzfugen strukturiert. Die Dachfläche durchbrechen zwei unproportionierte Dachgauben.